# Клонимир Стројимировић
Клонимир (грч. Кλονιμης, лат. Clonimerus) је био српски кнез који је кратко владао српским земљама крајем 9. веку. Седиште му је било град Достиника.
Његов отац Стројимир је био најмлађи син кнеза Властимира, једног од најзначајнијих владара из српске владарске лозе Властимировића. Стројимир и његов брат Гојник побунили су се против најстаријег брата, кнеза Мутимира, али били су поражени и прогнани, и заробљени од стране бугарског владара Бориса.
После смрти Мутимира око 890—891. године, кнез Прибислав Мутимировић је годину дана владао Србијом све док га Петар Гојниковић није поразио у борби и постао владар Србије. Клонимир је покушао да преузме српски престо од свог рођака Петра Гојниковића око 896. године уз подршку бугарскога владара Бориса. Умро је око 897. године.

## Породично стабло
|  |                           |  |  |  |  |  |  |  |  |  |  |  |  |  |  |  |
|  | 2. Стројимир              |  |  |  |  |  |  |  |  |  |  |  |  |  |  |  |
|  |                           |  |  |  |  |  |  |  |  |  |  |  |  |  |  |  |
|  |                           |  |  |  |  |  |  |  |  |  |  |  |  |  |  |  |
|  | 1. Клонимир Стројимировић |  |  |  |  |  |  |  |  |  |  |  |  |  |  |  |
|  |                           |  |  |  |  |  |  |  |  |  |  |  |  |  |  |  |
|  |                           |  |  |  |  |  |  |  |  |  |  |  |  |  |  |  |
|  | 3. [[]]                   |  |  |  |  |  |  |  |  |  |  |  |  |  |  |  |
|  |                           |  |  |  |  |  |  |  |  |  |  |  |  |  |  |  |
|  |                           |  |  |  |  |  |  |  |  |  |  |  |  |  |  |  |

## Рефернце
1. ↑  Moravcsik 1967.
2. ↑  Ферјанчић 1959.

## Извори и литература

### Викизворник
- Константин Порфирогенит, „De administrando Imperio“ („О управљању Царством“) (глава 32)